# Mariano Matamoros, Tamaulipas
Mariano Matamoros är en ort i Mexiko.   Den ligger i kommunen Altamira och delstaten Tamaulipas, i den östra delen av landet, 400 km norr om huvudstaden Mexico City. Mariano Matamoros ligger 22 meter över havet och antalet invånare är 437.
Terrängen runt Mariano Matamoros är platt. Runt Mariano Matamoros är det ganska tätbefolkat, med 104 invånare per kvadratkilometer. Närmaste större samhälle är Cuauhtémoc, 11,0 km söder om Mariano Matamoros. Trakten runt Mariano Matamoros består till största delen av jordbruksmark.